# Enter the Fat Dragon
Pour plus de détails, voir Fiche technique et Distribution.
Enter the Fat Dragon (肥龍過江, Fei Lung gwoh gong) est un films d'arts martiaux hongkongais sorti en 1978 et réalisé par Sammo Hung, qui a également joué dedans. Le film est principalement une parodie de celui de Bruce Lee sorti en 1972, la Voie du Dragon, et une satire de la Bruceploitation, phénomène apparu durant les années 1970.
Le film a eu une sortie vidéo retardée aux États-unis, sortie qui arrivera finalement en 1999, après que l'acteur et metteur en scène Sammo Hung rencontre un succès inattendu avec sa série télévisée américaine Le Flic de Shangai. 
Un remake sort en 2020 avec Donnie Yen dans le rôle principal : Enter the Fat Dragon.

## Synopsis
Ah Lung est un éleveur de porcs et un fidèle fan de Bruce Lee dont il est impatient de suivre les traces, malgré le fait qu'il tourne en dérision chacune de ses tentatives. Il est envoyé à la ville pour gagner sa vie en travaillant dans le restaurant de son oncle, mais quand il arrive, il trouve une bande de voyous causant du grabuge dans le restaurant. Il saisit l'occasion de s'affirmer et attaque les fauteurs de trouble, les défait et sauve le restaurant. Bientôt, il devient serveur et découvre un plan de ces mêmes malfrats, plan qui consiste à kidnapper une femme avec qui il travaille. Finalement, il bat une fois de plus les gangsters et sauve la mise.

## Fiche technique
genre : Action , Comédie

## Distribution
- Sammo Hung : Ah Lung
- Lee Hye-sook : Chen
- Ankie Lau : Siu-wai
- Luk Chu-sek : Ko
- Bryan Leung : le combattant barbu
- Peter Yang : le professeur Bak / Bai
- Roy Chiao : Chiu
- Meg Lam : Baat Je
- Pan Yung-sheng : combattant dans le générique de début
- Yuen Biao : combattant dans le générique de début
- Billy Chan : voyou / combattant de film d'action
- Chung Fat : combattant dans le générique de début
- Johnny Cheung : combattant à la fête
- Lam Ching-ying : combattant du film d'action
- Chik Ngai-hung : voleur
- Chin Yuet-sang
- Feng Feng : oncle Hung
- Fung King-man : le vendeur de lunettes
- Fung Hak-on : Gene
- Hoi Sang Lee : voyou karatéka
- King Lee : combattant à la fête
- Tony Leung Siu-hung : Tseng Hsiao-lung
- Chiu Chi-ling
- Lam Hak-ming : voyou
- Lau Chau-sang
- Mang Hoi : combattant dans le générique de début
- Mars : combattant dans le générique de début
- Sai Gwa-pau : le bègue dans le bus
- Eric Tsang : le fils de l'hôte de la fête
- Wong Chi-keung : combattant à la fête
- Huang Ha : le réalisateur
- David Nick : voyou boxeur
- Yeung Wai : le mari de Baat Je